# Massimo Onofri
Massimo Onofri (Viterbo, 13 settembre 1961) è uno scrittore, critico letterario e saggista italiano, docente di Letteratura Italiana contemporanea all'Università di Sassari.

## Biografia
Laureato in Filosofia morale presso l'Università degli studi di Roma "La Sapienza", nel 1994 consegue il dottorato di ricerca in Italianistica. Attualmente è professore ordinario di Letteratura italiana contemporanea all'Università degli Studi di Sassari. 
Ha pubblicato prefazioni, saggi e articoli dedicati, tra gli altri, a Pirandello, Borgese, Brancati, Sciascia, Fiore, Bufalino, Consolo, Bertolucci, Giudici, Mario Soldati, Lalla Romano e Celati. Già redattore di "Nuovi Argomenti", esperto di letteratura siciliana, è stato autore di numerose opere di saggistica. Collabora con L'indice dei libri del mese, coi quotidiani Avvenire e La Stampa, con i quotidiani regionali del Gruppo Editoriale L'Espresso. Ha tenuto per anni una rubrica di recensioni di narrativa italiana sul settimanale Diario. 
È membro, dalla sua fondazione, del comitato editoriale della casa editrice Gaffi; è consulente editoriale anche per molte altre case editrici.
Nel 2008 gli viene assegnato il Premio Brancati per la sezione saggistica con il libro "La ragione in contumacia. La critica militante ai tempi del fondamentalismo".
Vince Il Premio Fondazione De Sanctis nella sezione speciale della Presidenza del Consiglio dei Ministri con il suo libro "L'epopea infranta - Retorica e antiretorica per Garibaldi" (Medusa Editore), consegnatogli il 6 ottobre del 2011. 
Attualmente risiede a Sassari.

## Opere
- Storia di Sciascia, Bari, Laterza, 1994; nuova ed., 2004.
- Ingrati Maestri. Discorso sulla critica da Croce ai contemporanei, Roma, Theoria, 1995
- Tutti a cena da don Mariano. Letteratura e mafia nella Sicilia della nuova Italia, Milano, Bompiani, 1996
- Il canone letterario, Bari, Laterza (Alfabeto Letterario), 2001
- Sciascia, Torino, Einaudi, 2002
- La modernità infelice. Saggi sulla letteratura siciliana del Novecento, Cava de' Tirreni, Avagliano Editore, 2003
- Il sospetto della realtà. Saggi e paesaggi novecenteschi, Cava de' Tirreni, Avagliano, 2004
- Sensi vietati. Diario pubblico e contromano 2003-2006, Roma, Gaffi, 2006
- Tre scrittori borghesi. Soldati, Moravia, Piovene, Roma, Gaffi, 2007
- La ragione in contumacia. La critica militante ai tempi del fondamentalismo, Roma, Donzelli, 2007
- Recensire. Istruzioni per l'uso, Roma, Donzelli, 2008
- Nuovi sensi vietati 2006-2009, Roma, Gaffi, 2009
- Il suicidio del socialismo. Inchiesta su Pellizza da Volpedo, Roma, Donzelli, 2009
- Il secolo plurale. Profilo di storia letteraria novecentesca, Cava de' Tirreni, Avagliano, 2010
- Altri italiani. Saggi sul Novecento, a cura di B. Pasqualetto, Sette Città, 2010; Roma, Gaffi, 2012, ISBN 978-88-616-5081-7.
- L'epopea infranta. Retorica e antiretorica per Garibaldi, Milano, Medusa, 2011, ISBN 978-88-769-8224-8.
- Passaggio in Sardegna, Firenze, Giunti, 2015, ISBN 978-88-097-9121-3.
- Passaggio in Sicilia, Firenze, Giunti, 2016, ISBN 978-88-098-2067-8.
- Benedetti Toscani. Pensieri in fumo, Milano, La nave di Teseo, 2017, ISBN 978-88-934-4248-0.
- Fughe e rincorse. Ancora sul Novecento, Inschibboleth, 2019, ISBN 978-88-857-1667-4.
- Isolitudini. Atlante letterario delle isole e dei mari, Collana i Fari n.50, Milano, La nave di Teseo, 2019, ISBN 978-88-934-4785-0.

### Nuova edizione dell'opera completa
- 1. Storia di Sciascia, Roma, Inschibboleth Edizioni, 2021, ISBN 978-88-552-9042-5.
- 2. Tutti a cena da don Mariano. Letteratura e mafia nella Sicilia della nuova Italia, Roma, Inschibboleth Edizioni, 2022, ISBN 978-88-552-9295-5.
- 3. La critica in contumacia, Roma, Inschibboleth Edizioni, 2023, ISBN 978-88-552-9402-7 (contiene: Ingrati maestri, Il canone letterario, La ragione in contumacia, Recensire. Istruzioni per l'uso e La critica come critica della vita: la letteratura e il resto).
- 4. Per una storiografia della vita, Roma, Inschibboleth Edizioni, 2024, ISBN 978-88-552-9474-4.